# Distrikt Pachas
Der Distrikt Pachas liegt in der Provinz Dos de Mayo in der Region Huánuco in Westzentral-Peru. Der Distrikt besitzt eine Fläche von 269 km². Beim Zensus 2017 wurden 5804 Einwohner gezählt. Im Jahr 1993 lag die Einwohnerzahl bei 8576, im Jahr 2007 bei 11.121. Verwaltungssitz des Distriktes ist die 3452 m hoch gelegene Ortschaft Pachas mit 1370 Einwohnern (Stand 2017). Pachas befindet sich 14 km nordnordöstlich der Provinzhauptstadt La Unión.

## Geographische Lage
Der Distrikt Pachas liegt östlich der peruanischen Westkordillere im Nordwesten der Provinz Dos de Mayo. Er wird im Südosten und im Osten von den Flüssen Río Vizcarra und Río Marañón begrenzt.
Der Distrikt Pachas grenzt im Westen an den Distrikt Huallanca (Provinz Bolognesi), im Norden an den Distrikt Llata (Provinz Huamalíes), im Osten an die Distrikte Quivilla, Marías und Chuquis, im Südosten an den Distrikt Yanas sowie im Süden an die Distrikte Sillapata, Shunqui und Ripán.

## Ortschaften
Im Distrikt gibt es neben dem Hauptort folgende größere Ortschaften:
- Bellavista (243 Einwohner)
- Cruz Pampa (760 Einwohner)
- Nunash (231 Einwohner)
- Pichgas
- Santa Rosa de Acllahuayin (222 Einwohner)